# Podstacja elektryczna Biskupia w Krakowie
Podstacja elektryczna Biskupia – zabytkowa podstacja elektryczna, zlokalizowana pomiędzy ulicami: Łobzowską, Biskupią i Adama Asnyka na krakowskim Piasku.

## Historia
Budynek został wzniesiony w latach 1908–1913 według projektu architekta Jana Rzymkowskiego. W 2004 zakład energetyczny sprzedał go z przeznaczeniem na funkcję biurowo–mieszkalną. W latach 2005–2006 został on przebudowany bez ingerencji w zewnętrzną bryłę. Wnętrze dawnej maszynowni zaaranżowano z pozostawieniem i wyeksponowaniem kluczowych elementów zabytkowej konstrukcji: słupów nitowanych, oryginalnych stropów Kleina oraz suwnicy, stanowiącej główny akcent kompozycyjny w osiowym układzie przestrzeni. W 2007 zrewitalizowany obiekt otrzymał od Ministra Kultury i Dziedzictwa Narodowego tytuł „Zabytek zadbany”.
9 kwietnia 1988 budynek został wpisany do rejestru zabytków. Znajduje się także w gminnej ewidencji zabytków.

## Architektura
Elewacje budynku wykonane są z cegły i ozdobione bogatą kamieniarką otworów okiennych. Boczna fasada od strony ulicy Łobzowskiej posiada arkadowy fryz, a narożnik budynku udekorowany jest rzeźbą chimery, która pierwotnie trzymała w paszczy zaczep lampy elektrycznej. Od strony ulicy Asnyka obiekt połączony jest z budynkiem administracyjnym Zakładu Energentycznego. 